# Ашенсионе
Ашенсионе (итал. Monte Ascensione) — гора в Италии в регионе Марке, расположенная полностью в провинции Асколи-Пичено,  высотой 1110 м. Она охватывает долины рек Тронто и Тезино, берущих начало на севере недалеко от Форче. Виды с востока на северо-восток и с запада на юго-запад совершенно симметричны.
Территория этой горы административно разделена между несколькими муниципальными территориями, такими как: Асколи-Пичено на юге; Аппиньяно-дель-Тронто на юго-востоке; Кастиньяно на северо-востоке; Ротелла на севере; Форче на северо-западе; и Пальмиано и Венаротта на западе.

## Описание
Гора Ашенсионе — это рельеф, который выделяется среди холмов к северу от Асколи-Пичено, будучи изолированным от других гор. С вершины горы открывается широкая панорама, простирающаяся от Монти-Сибиллини до гор Гран-Сассо-д’Италия и Маелла, вплоть до Адриатического моря.

### Водотоки
Несколько ручьев берут начало на горе:
- Кьяро: ручей, который течет на юг, пока не впадет в Тронто около  Санта-Кьяра (или Борго-Кьяро) в Асколи.
- Бретта: ручей, который впадает в Тронто после прохождения Рипаберарды, Аппиньяно-дель-Тронто и деревень Асколи Поджо-ди-Бретта и Бреччароло.
- Чифенте: ручей, который берет начало на восточной стороне горы и впадает в Тронто в муниципалитете Кастель-ди-Лама.
- Тезино: река, которая берет начало на северном склоне и течет на восток, пока не впадает в Адриатическое море.